# Copa Super 8 de Basquete de 2019–20
A Copa Super 8 de 2019–20 foi um torneio de basquetebol realizado no período entre os dois turnos do Novo Basquete Brasil (NBB) e organizado pela Liga Nacional de Basquete. Esta foi a segunda edição da Copa Super 8, uma competição inaugurada em 2018. Realizada entre os dias 4 e 11 de janeiro de 2020, a edição foi disputada num sistema de jogos eliminatórios pelos oitos melhores colocados do primeiro turno do Novo Basquete Brasil de 2019–20: Corinthians, Flamengo, Franca, Minas, Mogi das Cruzes, Pinheiros, São Paulo e Unifacisa. 
Na primeira fase do torneio, os dois melhores classificados do NBB venceram seus adversários, enquanto Minas e Mogi das Cruzes também se classificaram. Flamengo e Franca prosseguiram disputando o título. A decisão foi realizada em 11 de janeiro e terminou com a vitória do Franca por 73–73. Desta forma, os paulistas se sagraram campeões.

## Antecedentes
A Copa Super 8 foi inaugurada em dezembro de 2018 como uma continuidade de maior importância dos jogos de fim de ano realizados pela Liga Nacional de Basquete. A competição acontece no período entre os dois turnos do Novo Basquete Brasil (NBB) e recebe este nome devido ao número de participantes, definido pelos oito melhores colocados deste. O Flamengo venceu o primeiro torneio triunfando sobre o Franca no ginásio Pedro Morilla Fuentes. A segunda edição foi televisionada ao vivo no Brasil pela plataforma social Facebook e pelas emissoras Bandeirantes e Fox Sports.

## Participantes e regulamento
O torneio foi composto por jogos eliminatórios com chaveamento pré-determinado, nos quais as oito equipes melhores colocadas do NBB se enfrentam. Nesta edição, os jogos foram Flamengo e Corinthians, Franca e Unifacisa, São Paulo e Minas, além de Mogi das Cruzes e Pinheiros.
| Equipe          | Classificação no NBB (1.º turno) | Ref.  |
| --------------- | -------------------------------- | ----- |
| Corinthians     | Oitavo                           | [ 4 ] |
| Flamengo        | Primeiro                         | [ 4 ] |
| Franca          | Segundo                          | [ 4 ] |
| Minas           | Sexto                            | [ 4 ] |
| Mogi das Cruzes | Quarto                           | [ 4 ] |
| Pinheiros       | Quinto                           | [ 4 ] |
| São Paulo       | Terceiro                         | [ 4 ] |
| Unifacisa       | Sétimo                           | [ 4 ] |

## Resumo
No dia 4 de janeiro, Minas e São Paulo se enfrentaram na partida de abertura do torneio, realizada no ginásio Antônio Leme Nunes Galvão, na capital paulista. A equipe mineira contou com os bons desempenhos dos jogadores Tyrone Curnell e Jackson Jr. para impor um ritmo intenso, controlando a partida. O clube visitante, inclusive, venceu o primeiro período por 23 a 6. Em contrapartida, o São Paulo tentou esboçar uma reação comandada por Georginho de Paula, que terminou como maior pontuador do jogo, porém o adversário manteve o mesmo ritmo na volta do intervalo e conseguiu uma fácil vitória. Poucas horas depois, Franca e Unifacisa protagonizaram um jogo equilibrado, no qual o visitante triunfou no primeiro tempo por dois pontos. O mandante, contudo, contou com uma grande atuação de David Jackson para virar o placar e conquistar a classificação.
No segundo dia do torneio, o Pinheiros venceu o Mogi das Cruzes. Após um primeiro quarto equilibrado, a equipe visitante reagiu no terceiro quarto e reverteu a desvantagem no placar. O ala-armador Corderro Bennett foi o principal nome do Pinheiros, enquanto Danilo Fuzaro terminou o jogo como maior pontuador. A última partida desta fase colocou o atual campeão, Flamengo, diante do Corinthians. No período inicial, os paulistanos foram melhores aproveitando o desempenho nos arremessos de três pontos, enquanto a defesa rubro-negra cometia várias falhas. O Flamengo iniciou a reação ainda no segundo quarto; com um bom aproveitamento de Olivinha nos rebotes, a equipe carioca diminuiu a diferença no marcador para um ponto. Na volta do intervalo, o mandante conseguiu virar o placar e controlar o último quarto para garantir a vitória por 86 a 66.
Após o término na primeira fase, o torneio ficou dois dias sem espetáculos até a realização da primeira semifinal. Franca e Minas protagonizaram um duelo peculiar no qual o clube francano obteve uma boa vantagem no término do primeiro tempo, dezesseis pontos. No entanto, o adversário melhorou e reduziu a diferença, em especial no último quarto, porém insuficiente para evitar a derrota. No dia seguinte, um contexto semelhante aconteceu na segunda semifinal. O Flamengo impôs uma marcação eficiente e uma variação ofensiva que resultou em doze pontos de vantagem no primeiro tempo. Após o intervalo, a equipe paulista melhorou as transições e conseguiu diminuir a desvantagem, porém não foi suficiente para evitar a derrota.
Flamengo e Franca decidiram a Copa Super 8 em 11 de janeiro, numa partida realizada na Arena Carioca 1. Com alternâncias nítidas entre os quartos, o visitante contaram com a boa atuação de Lucas Dias e Rafael Hettsheimeir para vencer o primeiro quarto. Contudo, a defesa flamenguista começou a neutralizar o adversário e o ataque retomou a liderança do placar (44 a 37). Os paulistanos reverteram a condição desfavorável no último quarto e conquistaram o título do torneio.

## Resultados

### Quartas de final
| 4 de janeiro de 2020 12:50 | Relatório Borderô | São Paulo                                                                                            | 68–82 | Minas                                                                       |  | Ginásio do Morumbi, São Paulo Público: 2000 Árbitros: Marcos Fornies Benito Diego Chiconato Maria Claudia Comodaro Moraes |  |
| 4 de janeiro de 2020 12:50 | Relatório Borderô | Placar por quarto: 6–23, 26–20, 17–21, 19–18                                                         |       |                                                                             |  | Ginásio do Morumbi, São Paulo Público: 2000 Árbitros: Marcos Fornies Benito Diego Chiconato Maria Claudia Comodaro Moraes |  |
| 4 de janeiro de 2020 12:50 | Relatório Borderô | Pts: Georginho de Paula (21) Rbts: G. de Paula, Léo Meindl e Douglas Kurtz (8) Asts: G. de Paula (8) |       | Pts: Gui Deodato e Jackson Jr (18) Rbts: Tyrone Curnell (10) Asts: Davi (6) |  | Ginásio do Morumbi, São Paulo Público: 2000 Árbitros: Marcos Fornies Benito Diego Chiconato Maria Claudia Comodaro Moraes |  |

| 4 de janeiro de 2020 20:00 | Relatório Borderô | Franca                                                           | 91–86 | Unifacisa                                                         |  | Pedro Morilla Fuentes, Franca Público: 2031 Árbitros: Fabiano Huber Jonas de Carlo Pereira Cauan Santos |  |
| 4 de janeiro de 2020 20:00 | Relatório Borderô | Placar por quarto: 23–23, 20–22, 21–19, 27–22                    |       |                                                                   |  | Pedro Morilla Fuentes, Franca Público: 2031 Árbitros: Fabiano Huber Jonas de Carlo Pereira Cauan Santos |  |
| 4 de janeiro de 2020 20:00 | Relatório Borderô | Pts: David Jackson (28) Rbts: David Jackson (7) Asts: Parodi (6) |       | Pts: Douglas Nunes (17) Rbts: João Vitor (7) Asts: Pepo Vidal (9) |  | Pedro Morilla Fuentes, Franca Público: 2031 Árbitros: Fabiano Huber Jonas de Carlo Pereira Cauan Santos |  |

| 5 de janeiro de 2020 15:30 | Relatório Borderô | Mogi das Cruzes                                   | 71–77 | Pinheiros                                             |  | Prof. Hugo Ramos, Mogi das Cruzes Público: 2355 Árbitros: Fernando Serpa Oliveira Gustavo Edson Mathias Ramiro Marques Inchauspe |  |
| 5 de janeiro de 2020 15:30 | Relatório Borderô | Placar por quarto: 21–18, 17–15, 13–23, 20–21     |       |                                                       |  | Prof. Hugo Ramos, Mogi das Cruzes Público: 2355 Árbitros: Fernando Serpa Oliveira Gustavo Edson Mathias Ramiro Marques Inchauspe |  |
| 5 de janeiro de 2020 15:30 | Relatório Borderô | Pts: Fuzaro (24) Rbts: Fuzaro (8) Asts: Lucas (5) |       | Pts: Bennett (17) Rbts: Bennett (7) Asts: Bennett (7) |  | Prof. Hugo Ramos, Mogi das Cruzes Público: 2355 Árbitros: Fernando Serpa Oliveira Gustavo Edson Mathias Ramiro Marques Inchauspe |  |

| 5 de janeiro de 2020 18:00 | Relatório Borderô | Flamengo                                               | 86–66 | Corinthians                                          |  | Arena Carioca 1, Rio de Janeiro Público: 2332 Árbitros: Cristiano Jesus Maranho Jacob Cassimiro Barreto |  |
| 5 de janeiro de 2020 18:00 | Relatório Borderô | Placar por quarto: 17–23, 19–14, 23–17, 27–12          |       |                                                      |  | Arena Carioca 1, Rio de Janeiro Público: 2332 Árbitros: Cristiano Jesus Maranho Jacob Cassimiro Barreto |  |
| 5 de janeiro de 2020 18:00 | Relatório Borderô | Pts: Olivinha (24) Rbts: Olivinha (11) Asts: Balbi (5) |       | Pts: Fuller (20) Rbts: Nesbitt (8) Asts: Fischer (6) |  | Arena Carioca 1, Rio de Janeiro Público: 2332 Árbitros: Cristiano Jesus Maranho Jacob Cassimiro Barreto |  |

### Semifinais
| 7 de janeiro de 2020 20:00 | Relatório Borderô | Franca                                                                                      | 83–79 | Minas                                                                        |  | Pedro Morilla Fuentes, Franca Público: 2653 Árbitros: Cristiano Jesus Maranho Fernando Serpa Oliveira Diego Chiconato |  |
| 7 de janeiro de 2020 20:00 | Relatório Borderô | Placar por quarto: 24–19, 24–13, 16–18, 19–29                                               |       |                                                                              |  | Pedro Morilla Fuentes, Franca Público: 2653 Árbitros: Cristiano Jesus Maranho Fernando Serpa Oliveira Diego Chiconato |  |
| 7 de janeiro de 2020 20:00 | Relatório Borderô | Pts: Hettsheimeir (19) Rbts: Lucas Dias e Hettsheimeir (8) Asts: David Jackson e Elinho (3) |       | Pts: Alex Garcia (19) Rbts: Tyrone Curnell (11) Asts: Alex Garcia e Davi (5) |  | Pedro Morilla Fuentes, Franca Público: 2653 Árbitros: Cristiano Jesus Maranho Fernando Serpa Oliveira Diego Chiconato |  |

| 8 de janeiro de 2020 21:10 | Relatório Borderô | Flamengo                                                        | 78–75 | Pinheiros                                            |  | Arena Carioca 1, Rio de Janeiro Público: 1938 Árbitros: Marcos Fornies Benito Fabiano Huber Maria Claudia Comodaro Moraes |  |
| 8 de janeiro de 2020 21:10 | Relatório Borderô | Placar por quarto: 23–13, 18–16, 10–16, 27–30                   |       |                                                      |  | Arena Carioca 1, Rio de Janeiro Público: 1938 Árbitros: Marcos Fornies Benito Fabiano Huber Maria Claudia Comodaro Moraes |  |
| 8 de janeiro de 2020 21:10 | Relatório Borderô | Pts: Balbi (22) Rbts: Marquinhos e Olivinha (7) Asts: Balbi (6) |       | Pts: Dawkins (22) Rbts: Toledo (8) Asts: Bennett (7) |  | Arena Carioca 1, Rio de Janeiro Público: 1938 Árbitros: Marcos Fornies Benito Fabiano Huber Maria Claudia Comodaro Moraes |  |

### Final
| 11 de janeiro de 2020 12:50 | Relatório Borderô | Flamengo                                                  | 73–77 | Franca                                                              |  | Arena Carioca 1, Rio de Janeiro Público: 4149 Árbitros: Cristiano Jesus Maranho Marcos Fornies Benito Fabiano Huber |  |
| 11 de janeiro de 2020 12:50 | Relatório Borderô | Placar por quarto: 13–19, 31–18, 19–19, 10–21             |       |                                                                     |  | Arena Carioca 1, Rio de Janeiro Público: 4149 Árbitros: Cristiano Jesus Maranho Marcos Fornies Benito Fabiano Huber |  |
| 11 de janeiro de 2020 12:50 | Relatório Borderô | Pts: Léo Demétrio (17) Rbts: Olivinha (8) Asts: Balbi (7) |       | Pts: Hettsheimeir (28) Rbts: Lucas Dias (8) Asts: David Jackson (7) |  | Arena Carioca 1, Rio de Janeiro Público: 4149 Árbitros: Cristiano Jesus Maranho Marcos Fornies Benito Fabiano Huber |  |

## Classificação final
Apesar de ser composta por um sistema eliminatório, o regulamento da competição determinou uma classificação final estabelecida seguindo os critérios de fases alcançadas e posicionamentos do NBB.
| Pos. | Equipe          | J | V | D |
| ---- | --------------- | - | - | - |
| 1    | Franca          | 3 | 3 | 0 |
| 2    | Flamengo        | 3 | 2 | 1 |
| 3    | Minas           | 2 | 1 | 1 |
| 4    | Pinheiros       | 2 | 1 | 1 |
| 5    | São Paulo       | 1 | 0 | 1 |
| 6    | Mogi das Cruzes | 1 | 0 | 1 |
| 7    | Unifacisa       | 1 | 0 | 1 |
| 8    | Corinthians     | 1 | 0 | 1 |